# Oligomyrmex
Oligomyrmex é um gênero de insetos, pertencente a família Formicidae.